# (6880) Hayamiyu
(6880) Hayamiyu ist ein Asteroid des Hauptgürtels, der am 13. Oktober 1994 vom japanischen Astronomen Satoru Ōtomo in Kiyosato (IAU-Code 894) in der Präfektur Yamanashi entdeckt wurde.
Der Asteroid wurde am 28. Juli 1999 nach der japanischen Sängerin und Schauspielerin Yū Hayami (* 1966) benannt.